# Vándornyomdászat
A vándornyomdászat a magyar könyvtörténeti irodalomban meghonosodott kifejezés, amit azokra a 16. századi magyarországi nyomdászokra alkalmaztak, akik nem egyetlen állandó helyen dolgoztak, hanem sűrűn változtattak helyet. A gyakori helyváltoztatások oka tevékenységük tiltott volta, hiszen II. Bajazid szultán 1483-ban hozott törvénye halálbüntetéssel sújtotta azokat, akik a Birodalom területén könyvnyomtatással foglalkoztak, s 1515-ben I. Szelim megújította ezt a törvényt, így kerülniük kellett a török által megszállt területeket. Nemcsak a törökök üldözték a nyomdászokat: Zápolya János a lutheri könyvek készítőit bebörtönözte, Habsburg Ferdinánd pedig vízbe fojtásra ítélte az „eretnek” kiadványok nyomdászait. Vándorlásuk oka volt még hittérítő tevékenységük, valamint az, hogy munkájukhoz mecénásokat kellett keresniük.
Az ország három részre szakadása utánra tehető a magyarországi könyvnyomtatás újraindulása. A királyi udvar mint politikai, gazdasági, kereskedelmi és kulturális központ megszűnt létezni. A kulturális irányító szerep a kisebb központokra, a főúri udvarokra és a magyar lakosságú városokra hárult. Ez az állapot kedvezőtlenül befolyásolta a magyar könyvnyomtatást és kiadást is, a nyomdáink a 16. században a külföldiekhez viszonyítva kis házi üzemekként működtek, szinte csak a helyi igényeket elégítették ki. A protestáns tanok terjedése számára azonban kedvező volt a központi hatalom hiánya és a katolikus papság elvilágiasodása. A városainkban működő protestáns nyomdák többségét is a hit terjesztésének szándékával alapították. A vándornyomdászok olyan helységeket kerestek, ahol nézeteiknek megfelelő vallás uralkodott. Ilyen városok voltak: Brassó a lutheránusoknak, Kolozsvár az unitáriusoknak, Debrecen a reformátusoknak, Nagyszombat pedig a katolikusoknak a fellegvára lett.

## Neves nyomdák és nyomdászok
A leghosszabb útvonalat a lengyel származású Raphael Hoffhalter és fia, Rudolf járta be. 1563-ban érkeztek Bécsből, mint „királyi nyomdászmesterek” és Debrecenbe, majd Váradon keresztül Gyulafehérvárra mentek. Innen vissza Alsólendvára és Nedelicen át újra Debrecenbe. 21 magyar művet nyomtattak.

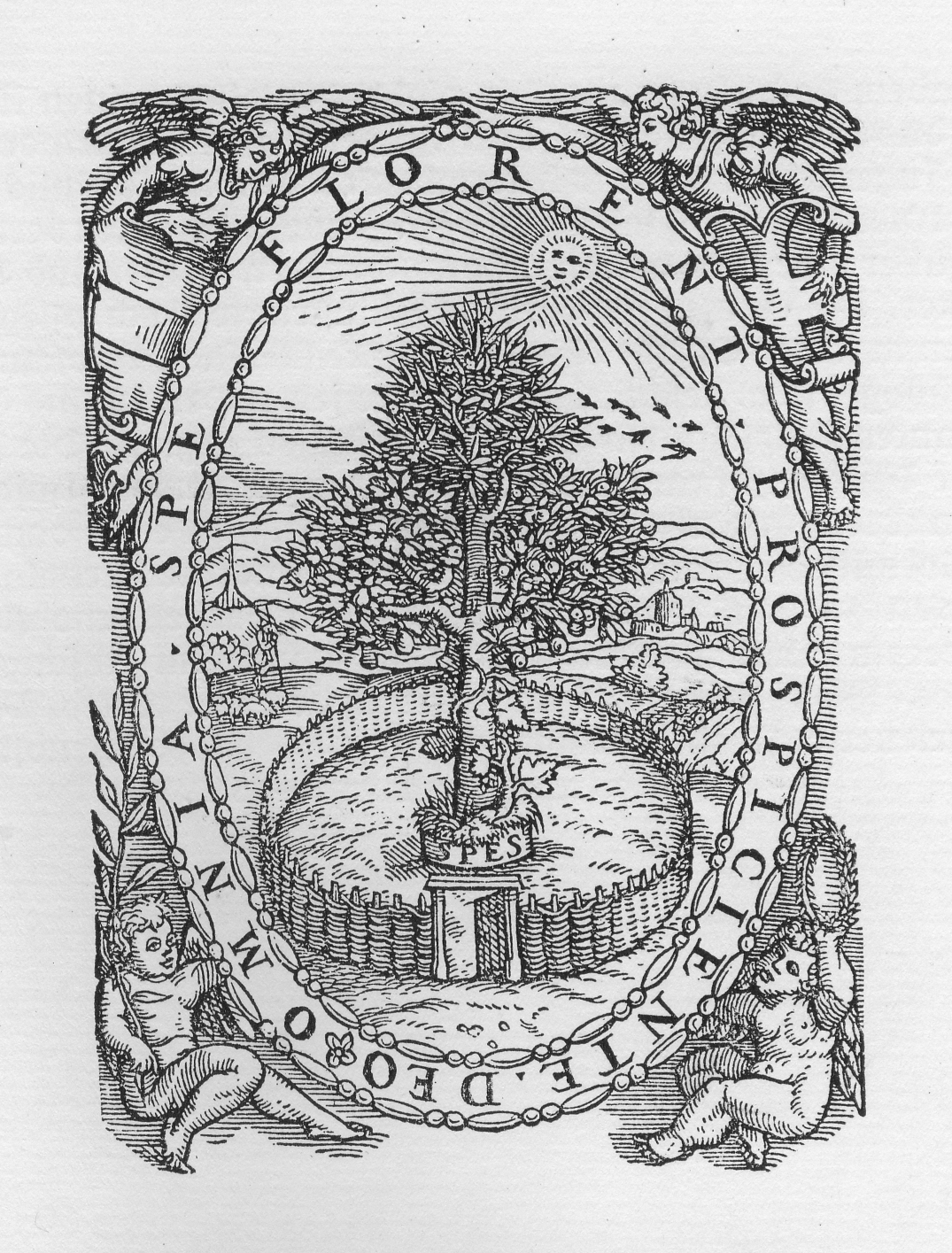
Raphael Hoffhalter Bécsben használt nyomdászjelvénye

Johannes Manlius – nevét Mandelz és Manel alakban is használta – előbb Laibachban, majd az akkori Magyarország nyugat-dunántúli részein dolgozott, rövid ideig Varasdon tett kitérőt. Batthyány Boldizsár és fia, Ferenc pártfogolta, magyarországi tevékenysége elsősorban a nyugat-dunántúli protestánsokat szolgálta. Mintegy 60 műve maradt fent.
Huszár Gál Magyaróvárról ment Kassára, majd Debrecenbe vándorolt, onnan Komjátiba s végül Pápára költözött. Debrecenben mindössze másfél évet töltött, de az általa alapított műhely ma is nyomda, négyszáz éves folyamatos működéssel hazánk egyik legrégebbi ipari üzeme. Debrecen városa a kezdetektől támogatta a nyomdát, s a korszakban egyedülálló módon a költségek egy részét is átvállalta. A debreceni nyomda kiadványainak többségét a reformációt támogató vallásos tartalmú nyomtatványok alkották. A nyomda szerepe jelentős volt abban, hogy Debrecen a református egyház központja lett. Az ellenreformáció erősödése serkentőleg hatott a nyomda fejlődésére. Előnyös fekvésének köszönhetően híres vásárhely volt, ahol a könyv is kedvelt árucikk volt. Huszár Debrecenből való távozásának oka valószínűleg az volt, hogy lelkipásztorként a reformáció ügyét elsősorban a gyülekezetben végzett munkával kívánta szolgálni és csak másodsorban a nyomdászat eszközeivel.

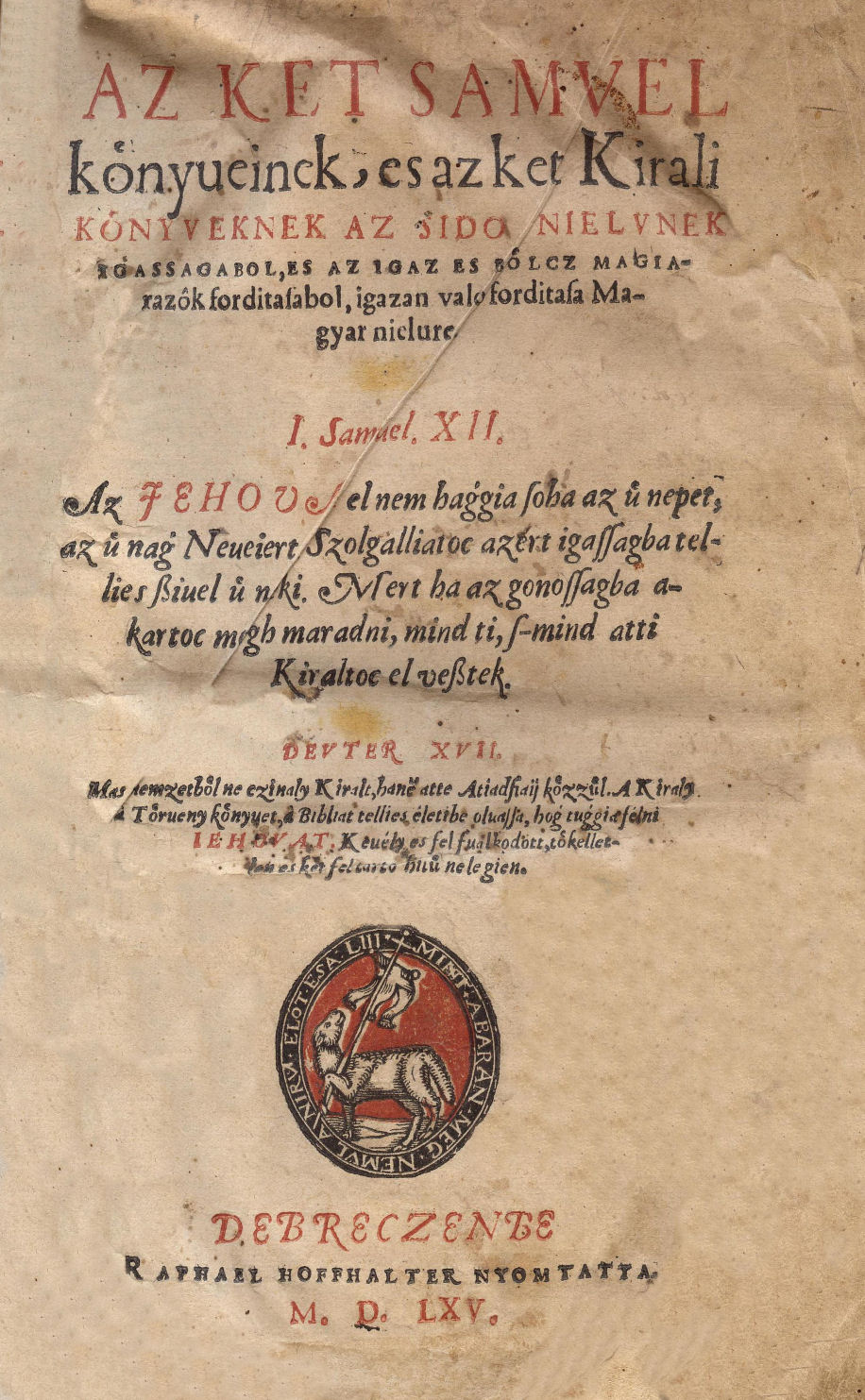
Raphael Hoffhalter egyik debreceni nyomtatványának címlapja

A nemesi családból származó, korán árvaságra jutott Bornemisza Pétert a Balassi család pártfogolta, taníttatta, Balassi Bálint nevelője lett. Bécsi tanulmányait befejezve Kassán majd Magyaróváron lett nyomdászsegéd, később egyházi pályára lépett. A magyar vándor tipográfusok kiválósága 10 év alatt több könyvet nyomtatott, mint a korszak bármelyik nyomdásza egész életében. Csak úgy mint barátja és lelkésztársa, Huszár Gál, ő is azok közé az író-prédikátorok közé tartozott, akik felismerték a nyomtatott szó hatását. A Nyitra megyei Semptén nyomdát állított fel, ahol kizárólag saját műveit jelentette meg. Ördögi kísértetek című, Rudolf császárt is élesen bíráló könyve miatt egyházi bíróság elé idézték. Ismét a Balassi család segítette, detrekői várukba fogadták nyomdájával együtt. Ott, s a közeli Rárbokon adta ki ötkötetes prédikációskönyvének utolsó kötetét, valamint hozzá kapcsolódik a 16. század egyik legnagyobb nyomdászati teljesítménye, fólió méretű Postillája. Bornemisza nyomdásza, majd utóda volt az a Mantskovits Bálint, akinek közreműködésével elkészült a század másik meghatározó műve, a Vizsolyban kiadott Szent Biblia (az ún. Vizsolyi Biblia).

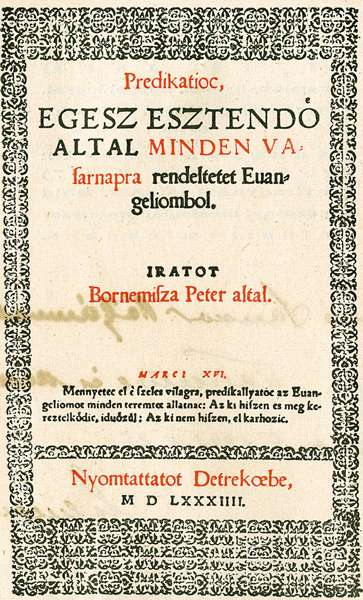
Bornemisza Péter fólió méretű Postillájának címlapja

Valószínűsíthető, hogy ezek a műhelyek nem elszigetelten működtek, hanem több szállal kapcsolódtak egymáshoz. Legnagyobb szerepe a Hoffhalter műhelynek volt, melynek tevékenysége Huszár Gál, a szebeni városi nyomda, a debreceni nyomda és valószínűleg Manlius munkásságát is érintette.
A 16. század végére a katolikus egyház megértette, hogy az erőszaknál hatásosabb a protestánsok módszere: meggyőzni az embereket az irodalom segítségével. Telegdi Miklós püspök a protestánsok fegyverét használta, s a bécsi jezsuiták nem működő nyomdáját felvásárolva 1577-ben Nagyszombatban állította fel.

## Külső hivatkozások
https://web.archive.org/web/20081225130100/http://typographia.oszk.hu/html/hun/nyito.htm
http://mek.oszk.hu/01600/01601/index.phtml